# Geranoaetus
Geranoaetus es un género de aves rapaces de la familia Accipitridae. Las 3 especies que lo conforman habitan bosques, estepas, y matorrales en gran parte del continente americano, siendo denominadas comúnmente águilas, aguiluchos o busardos.

## Etimología
Etimológicamente, Geranoaetus se construye con términos latinizados del griego antiguo, en donde geranos (en griego antiguo: Γέρανος) significa ‘grulla’ y aetos se traduce como ‘águila’, es decir, ‘águila grulla’ a causa de sus alas grisáceas y su fuerte craquear.

## Historia taxonómica

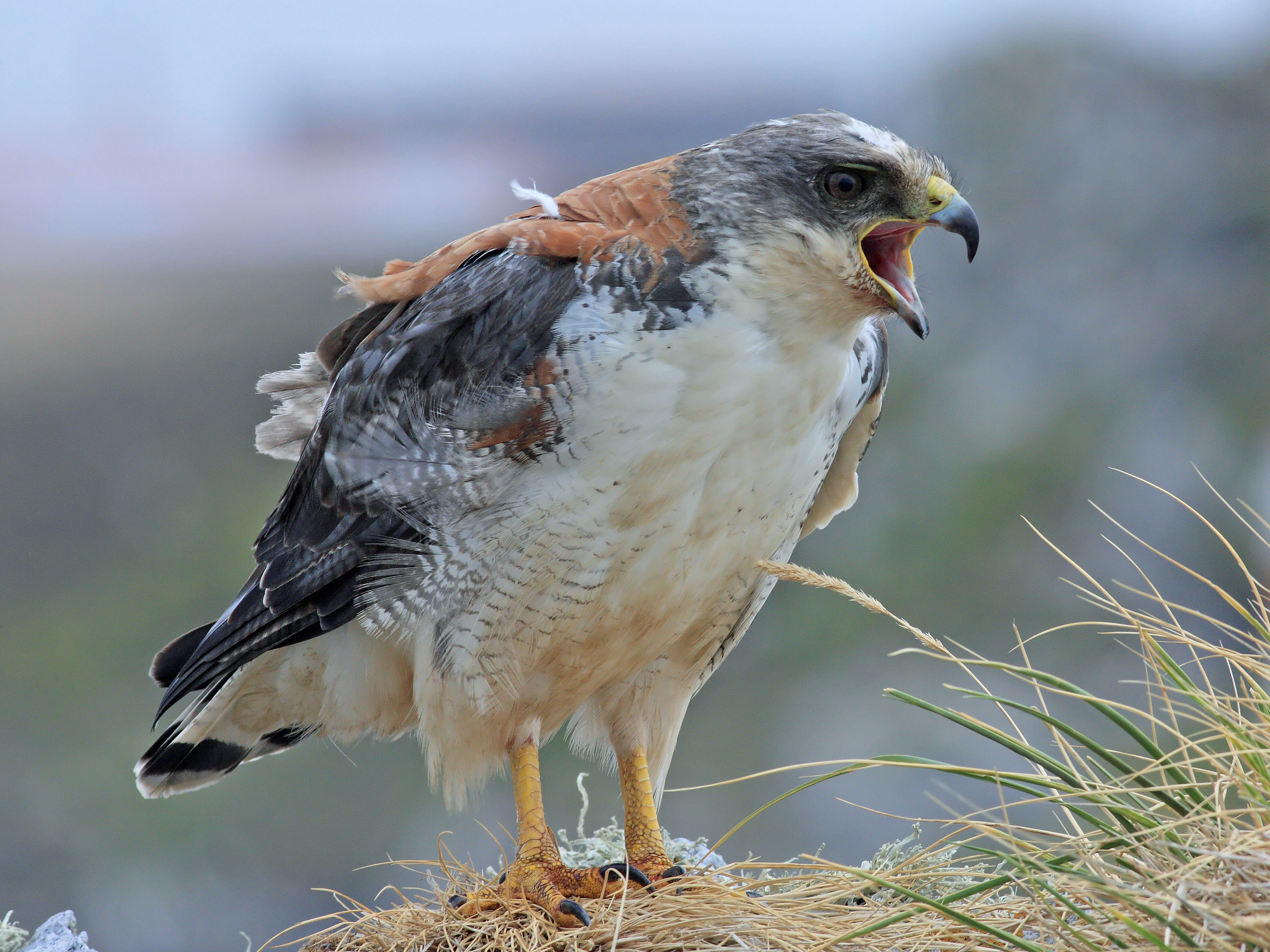
Busardo dorsirrojo (Geranoaetus polyosoma).

Este género fue descrito originalmente en el año 1844 por el naturalista alemán Johann Jakob Kaup.
En el género Geranoaetus generalmente solo era incluida una especie: G. melanoleucus, si bien fue sugerido también para contener algunas especies de rapaces fósiles.
Geranoaetus es mayormente reconocido como taxón válido, aunque algunos autores consideraron sinonimizarlo con Buteo Lacépedè, 1799.
Estudios de la filogenia molecular de los Buteonine son unánimes en la falta de monofilia de varios de sus géneros, Una reorganización de su nomenclatura genérica alineada a su historia evolutiva fue propuesta por Amaral y otros; entre las modificaciones que indicaron fue la de aglutinar a 3 especies con monofilia (Buteo albicaudatus, B. polyosoma y G. melanoleucus) en un género separado de Buteo, ya que además también comparten entre sí rasgos ecológicos y morfológicos.

Dos géneros era los adecuados para reunir al clado conformado por estas 3 especies, el ya citado Geranoaetus y Tachytriorchis Kaup, 1844, con la especie tipo Falco Pterocles Temminck (= Buteo albicaudatus Vieillot). Ambos géneros fueron creados en la misma obra. En sus publicaciones en internet Amaral las congregó en Geranoaetus, pero la asignación no era válida porque no fue instaurada en una publicación impresa, conforme al Código Internacional de Nomenclatura Zoológica del año 1999 (artículo 24.2 y la recomendación 24ª), por lo que el problema fue corregido en el año 2010, asignando formalmente la prioridad de Geranoaetus Kaup, 1844 (Class. Der sauge. Und Vögel, página 122) en razón de estar presentado en la publicación antes que Tachytriorchis Kaup, 1844 (Class. der sauge. und Vögel, página 123).

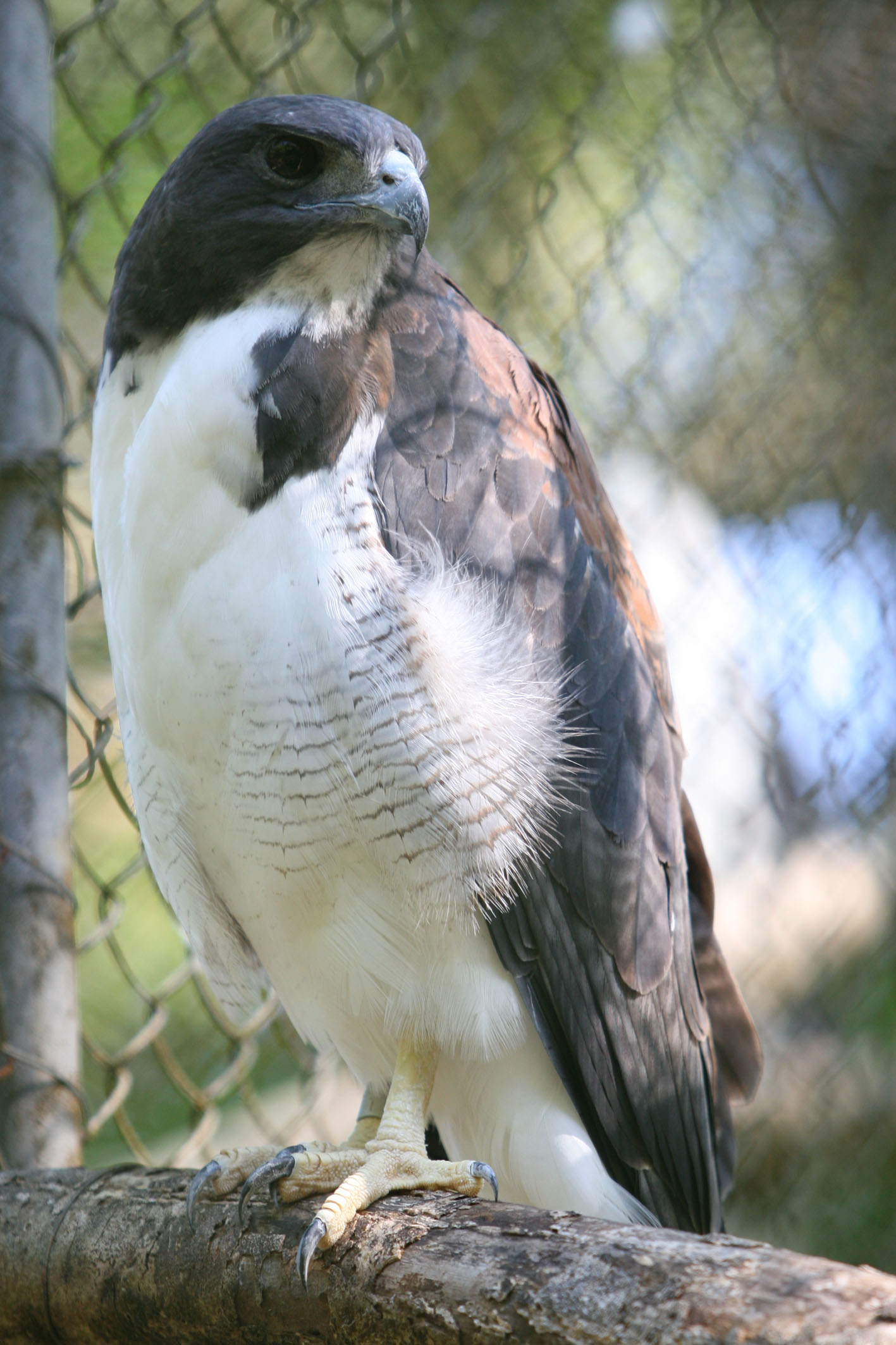
Busardo coliblanco (Geranoaetus albicaudatus).

## Taxonomía
Este género está integrado por 3 especies:
- Geranoaetus melanoleucus (Vieillot, 1819) Es la llamada águila mora[15] o escudada; ampliamente distribuida en Sudamérica, siendo particularmente relevantes las poblaciones que habitan en el sudoeste y en la Patagonia central y austral, pues allí constituye la rapaz de mayor tamaño en esas regiones.
- Geranoaetus albicaudatus (Vieillot, 1816) El busardo coliblanco,[15] o aguilucho alas largas, ampliamente extendida por casi toda América, desde Texas en Estados Unidos por el norte hasta la parte septentrional de la Patagonia argentina por el sur.
- Geranoaetus polyosoma (Quoy & Gaimard, 1824) El busardo dorsirrojo,[15] aguilucho común o variable, distribuido en el oeste y sur sudamericano, por los Andes desde Colombia, por Ecuador, el Perú y Bolivia hasta el extremo austral de Chile y la Argentina, además de archipiélagos cercanos como el de las islas Malvinas y el archipiélago Juan Fernández. En invierno las poblaciones australes migran al nordeste argentino, Paraguay, Uruguay y el sur del Brasil.

## Características y hábitos
Se trata de aves de presa grandes, con una envergadura alar máxima de 200 cm
y un peso máximo de 2 kg. Sus plumajes de juveniles y adultos difieren notablemente, y en algunas especies se presentan numerosas fases de plumajes diametralmente opuestos los unos a los otros difiriendo también el del macho con respecto a la hembra. En las 3 especies, todas las medidas de las hembras son en promedio mayores que las de los machos.
Son aves cazadoras oportunistas, se alimentan de un amplio espectro de
presas, especialmente capturan vertebrados desde pequeño tamaño hasta presas del tamaño de un conejo europeo (Oryctolagus cuniculus) o un poco más. También pueden alimentarse de carroña.
Habitan en lugares abiertos, especialmente en quebradas serranas, arbustivas, así como estepas montañosas y bosques tipo parque o no densos. Sus nidos son plataformas de ramitas y palos que levanta en los sectores más resguardados del terreno, copas de árboles, grandes rocas, acantilados, barrancos e incluso infraestructura humana, en especial las grandes torres de transporte eléctrico de alta tensión. Sufren mortandad por envenenamiento de cadáveres de ganado lanar colocado por ganaderos para eliminar a los zorros. Los ejemplares que utilizan como perchas de observación los postes dispuestos junto a carreteras suelen ser frecuentemente ultimadas por desaprensivos por el simple objetivo de “practicar puntería”. Su costumbre de emplear los postes de tendido eléctrico como atalaya para detectar sus presas las expone a frecuentes muertes por electrocución. A pesar de estas problemáticas, ninguna de sus especies se encuentra amenazada de extinción. 